# Генкай
Генкай (яп. 玄海町 Гэнкай-тё:) — посёлок в Японии, находящийся в уезде Хигасимацуура префектуры Сага. Площадь посёлка составляет 36,01 км², население — 6027 человек (1 августа 2014), плотность населения — 167,37 чел./км².

## Географическое положение
Посёлок расположен на острове Кюсю в префектуре Сага региона Кюсю. С ним граничит город Карацу.
Рядом с посёлком расположена АЭС Генкай.

## Население
Население посёлка составляет 6027 человек (1 августа 2014), а плотность — 167,37 чел./км². Изменение численности населения с 1980 по 2005 годы:
| 1980 | 7463 чел. |  |
| 1985 | 7622 чел. |  |
| 1990 | 7515 чел. |  |
| 1995 | 7737 чел. |  |
| 2000 | 6986 чел. |  |
| 2005 | 6738 чел. |  |

## Символика
Деревом посёлка считается Zelkova serrata, цветком — цветок сакуры.